# Prionapteryx flavipars
Prionapteryx flavipars là một loài bướm đêm trong họ Crambidae.